# BMW Serie 2 Active Tourer
La denominazione Serie 2 Active Tourer indica una serie di autovetture monovolume di fascia media, prodotte dalla casa automobilistica tedesca BMW a partire dal 2014. Attualmente è in produzione la seconda generazione di tale modello. La prima generazione della Serie 2 Active Tourer è stata in assoluto la prima BMW di serie a trazione anteriore.

## Presentazione
La nascita della Serie 2 Active Tourer, un po' come nelle BMW più di rottura introdotte nei primi dieci anni del XXI secolo (Mini compresa), si deve a tutto un insieme di idee partorite dai designers e dai progettisti BMW nel corso degli anni. Le due principali caratteristiche della Serie 2 Active Tourer che ne fanno un modello di rottura sono state prese in esame dai vertici della Casa di Monaco già da diversi anni. Il tema della carrozzeria monovolume ha cominciato a trapelare intorno al 2007, quando la stampa specializzata cominciò a diffondere dei rendering grafici a proposito di una sorta di crossover-monovolume di grosse dimensioni, denominata PAS. In realtà, da quell'idea sarebbe derivata in linea retta la Serie 5 GT e non un altro tipo di vettura, tantomeno di tipo monovolume di fascia media. Ma con la Serie 5 GT la Casa dell'Elica cominciò ad inoltrarsi in un segmento fino a quel momento mai esplorato dalla casa bavarese, ossia quello delle vetture che facevano dello spazio a bordo la loro arma migliore. L'altro tema di rottura della BMW è quello della trazione anteriore: tale soluzione tecnica aveva cominciato a essere ipotizzata ancora negli anni '90 del Novecento, quando si pensò allo schema "tutto avanti" nel momento in cui la BMW, che da poco aveva preso il controllo della Rover, pensò all'eventualità di sostituire i modelli 200 e 400 con un unico modello dalla cui base meccanica a trazione anteriore avrebbe dovuto poi nascere anche l'erede della seconda generazione della Serie 3 Compact, per la quale venne appunto ipotizzata quindi la trazione anteriore. Le cose in realtà non sarebbero andate così e la Rover, divenuta un pesante fardello per la Casa tedesca, sarebbe stata abbandonata al suo destino (attraverso varie vicissitudini finirà per divenire di proprietà del gruppo Tata Motors), tranne il marchio Mini, trattenuto dalla BMW e riportato a nuova vita. Ed è stato proprio con la progettazione della terza generazione della Mini che si pensò finalmente di utilizzare il pianale della futura "piccola" anglo-tedesca per sviluppare una nuova serie di modelli a trazione anteriore. Tra questi modelli era compresa proprio la monovolume media che in seguito sarebbe stata lanciata sul mercato con la denominazione di Active Tourer. Nei primi tempi in cui questa notizia cominciò a trapelare, la stampa ipotizzò la denominazione di Serie 1 GT. 
Al Salone di Parigi del 2012 BMW presentò così l'Active Tourer Concept, un'inedita monovolume a trazione anteriore con propulsione ibrida (un motore endotermico da 1.5 litri all'avantreno ed uno elettrico al retrotreno) per la cui denominazione definitiva si utilizzò ancora la sigla Serie 1 GT. Nel giro di un anno tale sigla fu abbandonata dalla stampa specializzata: nel frattempo, nel luglio 2013, la fiera Outdoor di Friedrichshafen ha fatto da cornice per la presentazione di una nuova versione della Active Tourer Concept, anch'essa denominata Outdoor. 
La presentazione del modello definitivo si è avuta nel marzo del 2014, al Salone di Ginevra, dove il pubblico ha potuto toccare con mano la Serie 2 Active Tourer, questo il nome definitivo, svelato tra l'altro all'inizio di quello stesso anno. Anche in questo caso la gamma motori si articola in maniera analoga a quanto già visto per la generazione precedente e cioè prevedendo unità di pari livelli di cilindrata, anche se aggiornate in maniera tale da rispettare le sempre più stringenti normative antinquinamento.

### Carriera commerciale
La carriera commerciale della Active Tourer si è snodata finora in due generazioni di modelli: 
- F45: la prima generazione è stata lanciata nel 2014 e prodotta fino al 2021. Da quel modello venne direttamente derivata anche una versione a passo lungo chiamata BMW Serie 2 Gran Tourer. La gamma motori prevedeva unità da 1,5 e 2 litri, sia a benzina che a gasolio, tutte a iniezione diretta e turbocompresse, più una variante ibrida. Nel 2018, entrambe queste versioni sono state sottoposte a un restyling di mezza età;
- U06: la seconda generazione è stata invece introdotta nell'ottobre del 2021, contestualmente all'uscita di produzione della prima generazione. Questa nuova generazione della Active Tourer non prevede una sua variante a passo lungo.